# Marija Lwowna Dillon

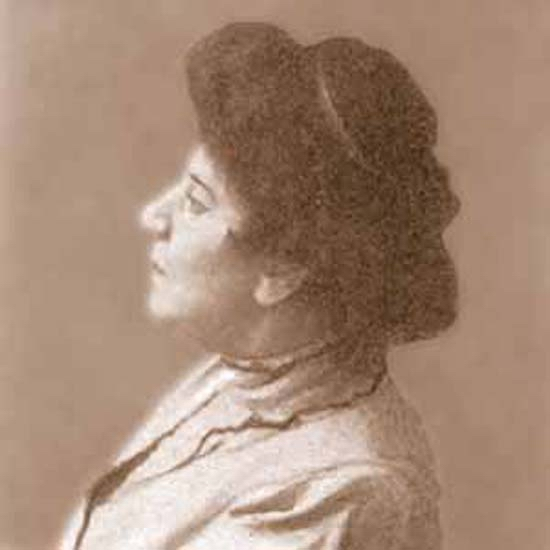
Marija Lwowna Dillon

Marija Lwowna Dillon (russisch Мария Львовна Диллон; * 15. Oktoberjul. / 27. Oktober 1858greg. in Ponewiesch; † 14. Oktober 1932 in Leningrad) war eine russisch-sowjetische Bildhauerin.

## Leben
Dillon, Tochter eines jüdischen Steuerpächters, kam in ihrer frühen Jugend nach St. Petersburg. Unter dem Einfluss der Erfolge des Bildhauers Mark Matwejewitsch Antokolski fiel der Familie Dillons Leidenschaft für das plastische Formen auf. Dillon begann 1879 das Studium an der Kaiserlichen Akademie der Künste, das sie 1888 abschloss. Für ihre Abschlussarbeit mit der an einen Felsen geketteten Andromeda erhielt sie die kleine Goldmedaille mit Ernennung zur Klassischen Künstlerin II. Klasse. Zu ihren Lehrern gehörten Alexander von Bock, Nikolai Akimowitsch Lawerezki und I. I. Podosjonow.
Dillon beteiligte sich regelmäßig an den jährlichen Ausstellungen der Akademie der Künste und stellte auch im Ausland aus, so im Museum of Science and Industry anlässlich der World’s Columbian Exposition 1893 in Chicago. Sie hielt sich in Deutschland, Frankreich und Italien auf. Eine herausragende Arbeit war die kleine Figur des Boten des Sieges von Marathon. Sie spezialisierte sich auf nackte Frauenfiguren und auf idealisierende und porträthafte Frauen- und Kinderköpfe. Ihre Tatjana aus Alexander Puschkins Eugen Onegin wurde erstmals auf der Akademieausstellung 1896 und dann auf der Großen Berliner Kunstausstellung 1896 ausgestellt. Zum 100. Geburtstag Alexander Puschkins 1899 wurde ihre Tatjana im Museum des Barons Alexander von Stieglitz ausgestellt. Tatjana wurde vielfach in Zeitschriften, Publikationen und auf Postkarten dargestellt, ist aber verloren gegangen.
Ende der 1890er Jahre schuf Dillon im Auftrag der Mäzenin Warwara Petrowna Kelch eine Reihe von Arbeiten für die Innenausstattung der St. Petersburger Villa Kelch. Die drei allegorischen Darstellungen des Morgens, Mittags und Abends im Treppenhaus befinden sich jetzt im Oblast-Kunstmuseum in Rostow am Don. Im Frühjahr 1898 ging Dillon nach Florenz, wo ihre Hautreliefs italienischer Meister bis Ende März 1899 in Marmor ausgeführt wurden. In Florenz traf sie die russische Bildhauerin Adele Werner.
1900 schuf Dillon die Lidija, die eines ihrer bekanntesten Werke war. Das Vorbild war eine russische Dame, die sie auf der Straße getroffen hatte. Lidija wurde auf der Akademieausstellung von der kaiserlichen Familie erworben für das Fliederkabinett des Alexanderpalasts.
Als Auftragswerke schuf Dillon die Denkmalsbüste des Mathematikers Nikolai Iwanowitsch Lobatschewski in Kasan und das Denkmal Kaiser Alexanders II. in Tschernihiw sowie Grabdenkmäler für den Verkehrsminister Adolf von Huebbenet, den Maler Luigi Premazzi, den Schriftsteller Gregori Petrowitsch Danilewski und den Komponisten Anton Stepanowitsch Arenski.
In der Zeit des Russisch-Japanischen Kriegs schuf Dillon die sehr bekannte Gruppe Im fernen Osten, in der eine junge Krankenschwester einem verwundeten Soldaten einen Brief aus der Heimat vorliest. Dafür erhielt Dillon den ersten Jubiläumspreis von 2000 Rubel des Wettbewerbs der Kaiserlichen Gesellschaft zur Förderung der Künste. Einen weiteren Preis erhielt sie für die Modelle für zwei Gedenkmedaillen für den 200. Jahrestag der Gründung St. Petersburgs. 1912 schuf sie das Grabdenkmal für ihren Malerfreund Kostjantyn Kryschyzkyj, dessen Bronzeskulptur nach der Oktoberrevolution eingeschmolzen wurde.
Dillon war verheiratet mit ihrem Mitschüler und Maler Theodor Buchholz (1857–1942). Sie wurde auf dem Lutherischen Smolensker Friedhof in St. Petersburg begraben.
Werke Dillons befinden sich im Russischen Museum, im Staatlichen Museum für Stadtskulptur und im Puschkin-Haus in St. Petersburg, im Bergbau-Museum der Staatlichen Bergbau-Universität Sankt Petersburg und in der Tretjakow-Galerie in Moskau. In der St. Petersburger Michaelsburg fand 2010 anlässlich Dillons 150. Geburtstags eine Ausstellung der Werke Dillons statt.

## Werke

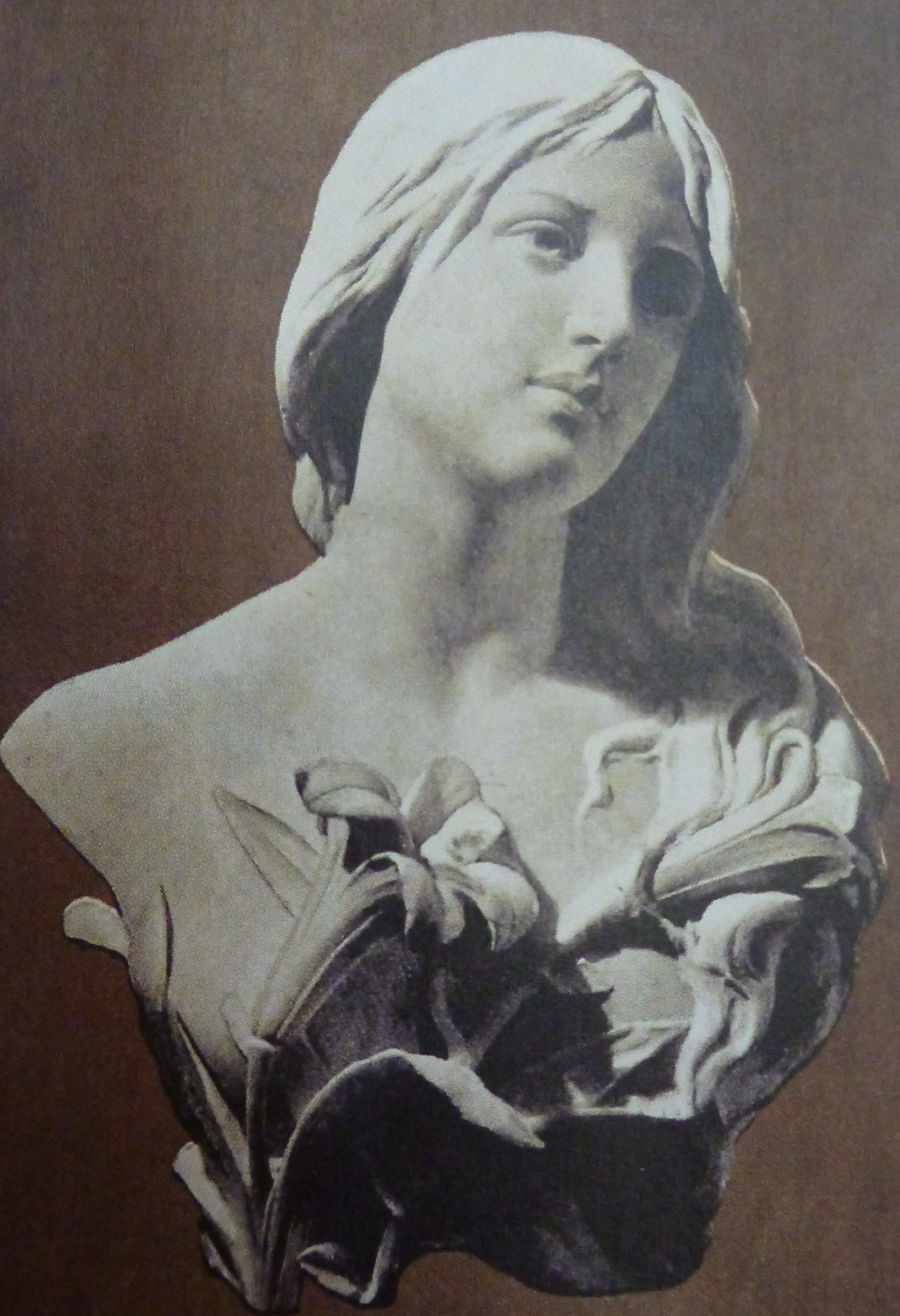
Lidija (Foto 1905)
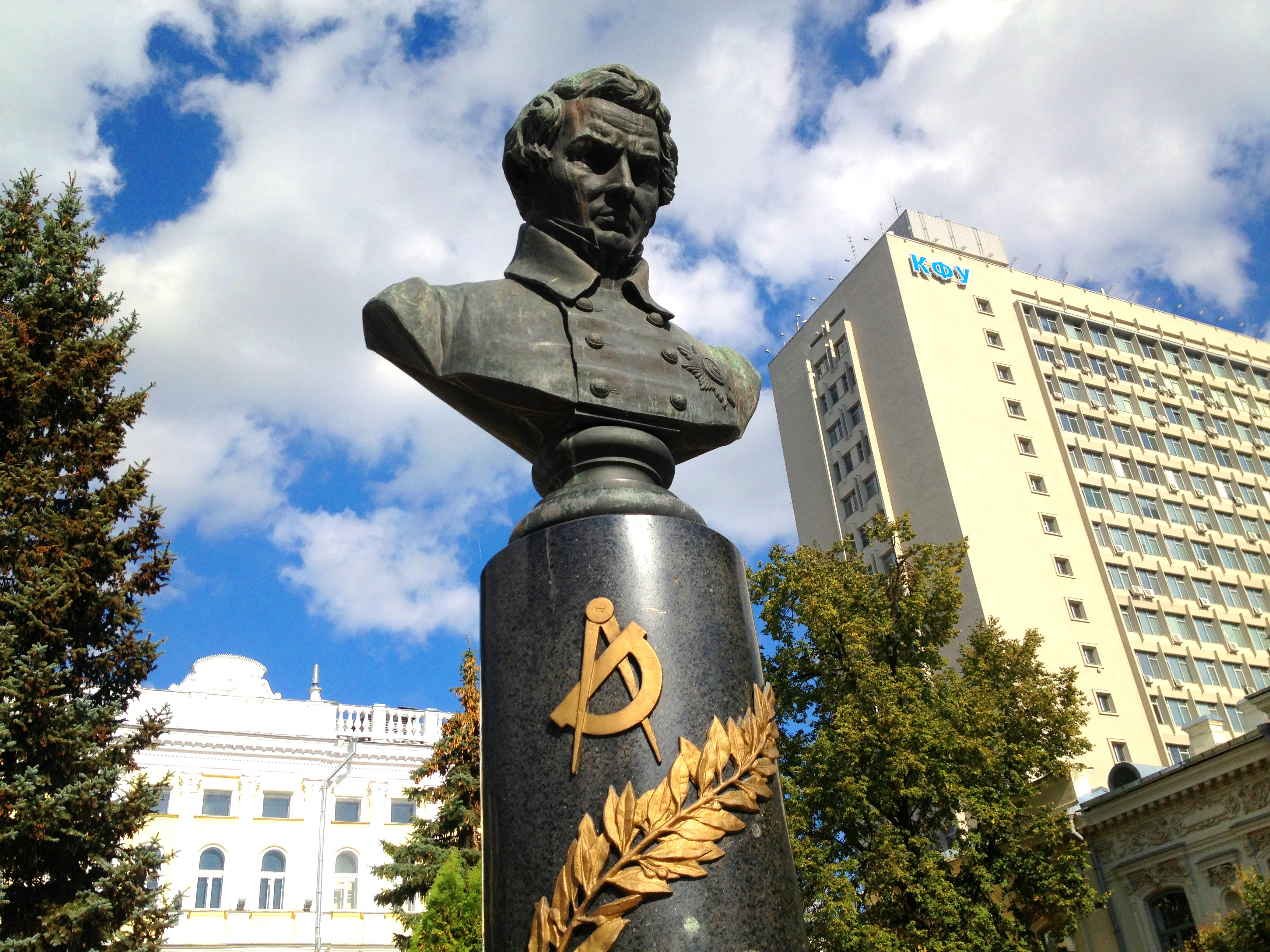
Lobatschewski-Denkmal, Kasan
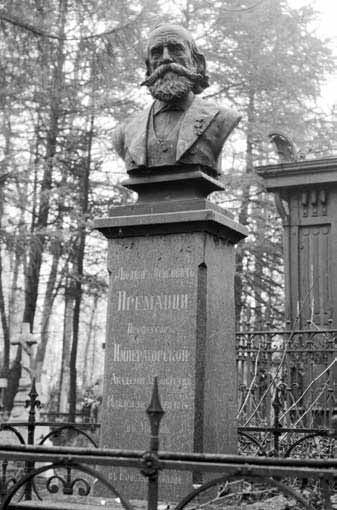
Premazzi-Grabdenkmal, Tichwiner Friedhof, St. Petersburg
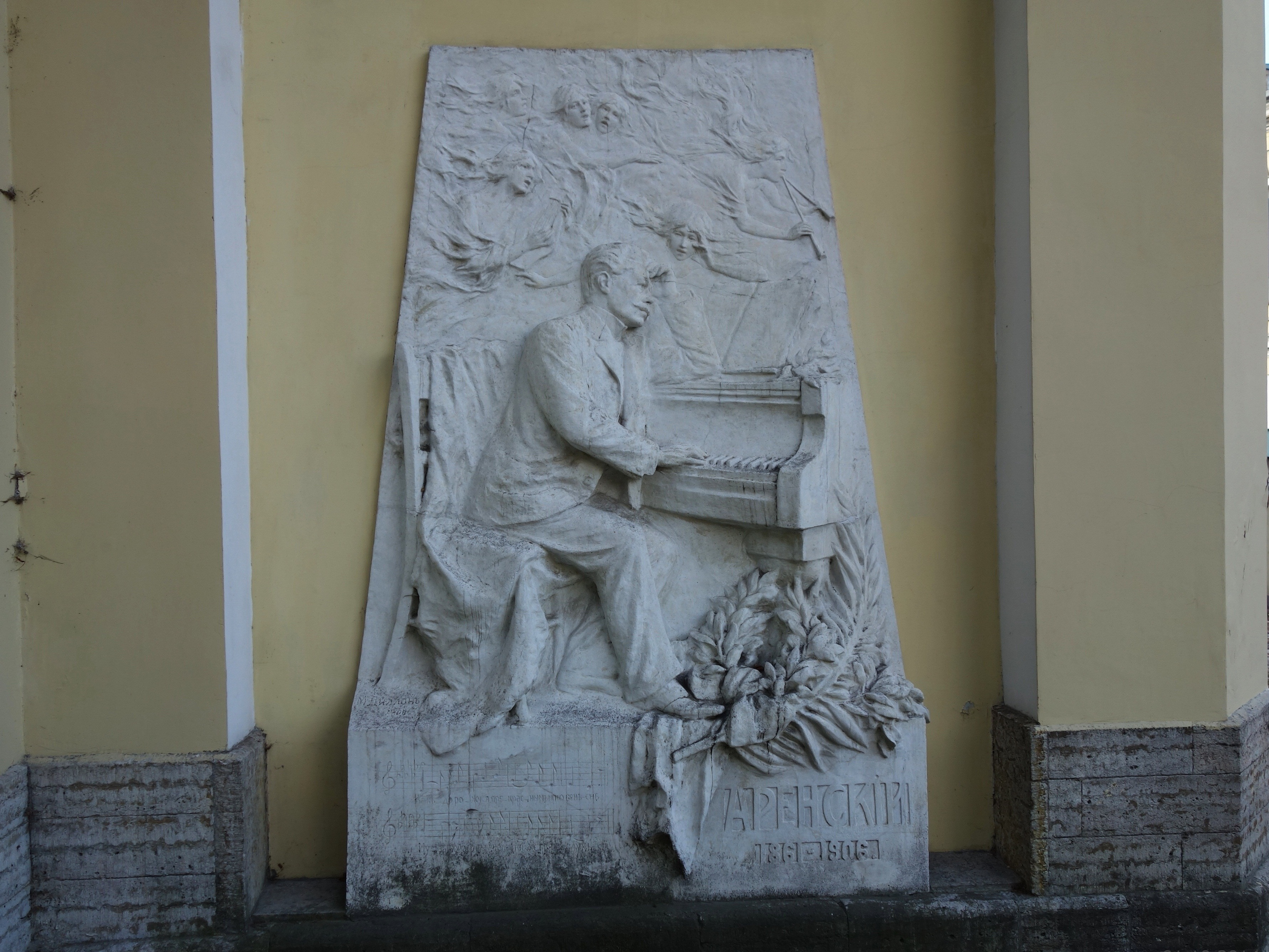
Arenski-Grabdenkmal, Tichwiner Friedhof, St. Petersburg
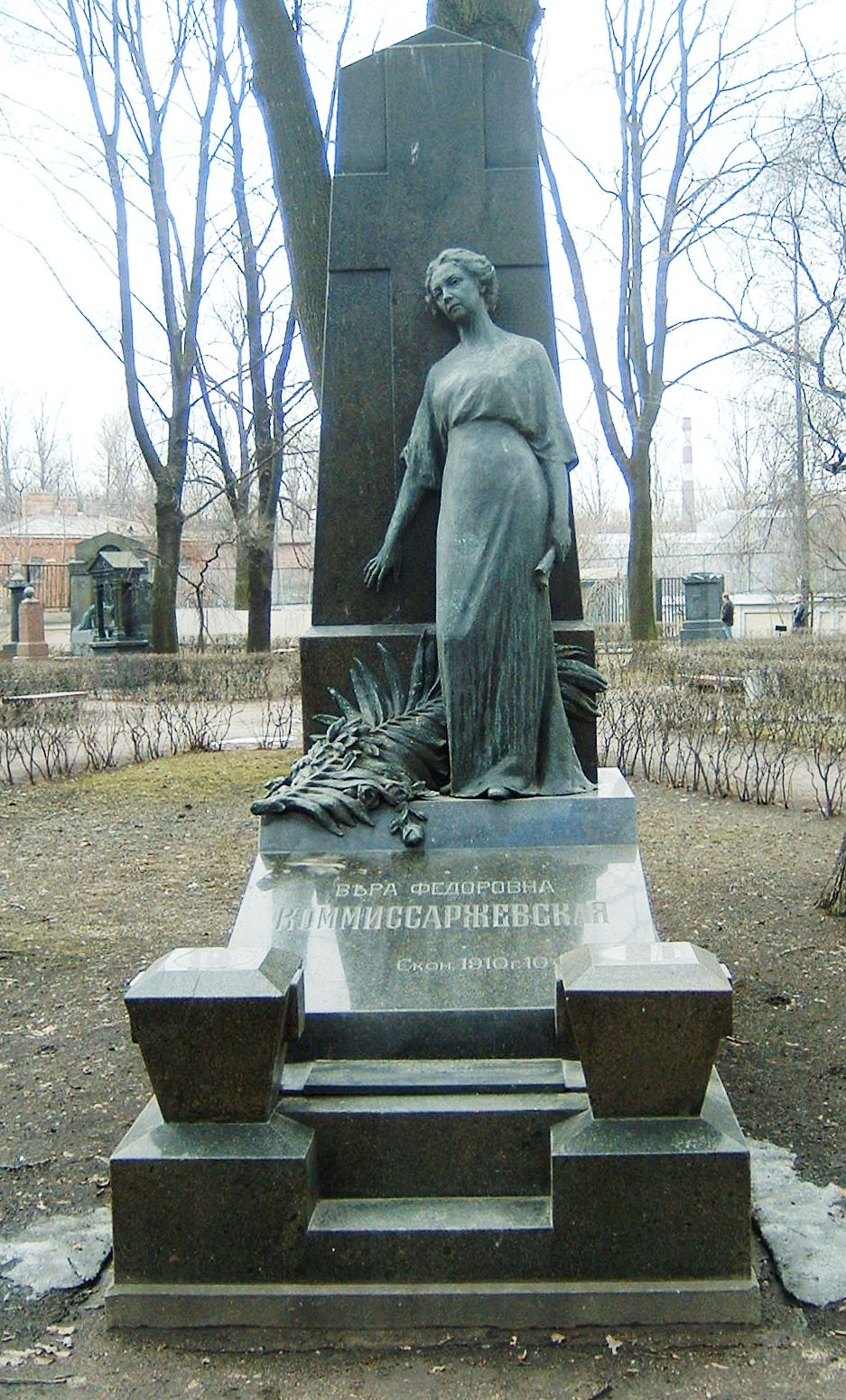
Grabdenkmal der Schauspielerin Wera Fjodorowna Komissarschewskaja, Tichwiner Friedhof, St. Petersburg